# Operazione Trident
Operazione Trident era il nome in codice di un attacco scatenato nella notte tra il 4 e il 5 dicembre 1971 ad opera della Marina militare dell'India contro il porto pakistano di Karachi, nell'ambito dei più vasti eventi della guerra indo-pakistana del 1971.
Poco dopo lo scoppio delle ostilità, una flottiglia di unità leggere indiane si avvicinò al grande scalo marittimo pakistano di Karachi lanciando contro di esso un attacco a sorpresa: facendo uso di missili antinave, le unità indiane inflissero gravi perdite ai pakistani, colando a picco un cacciatorpediniere, un dragamine e un mercantile, danneggiando gravemente un secondo cacciatorpediniere e infliggendo vari danni alla zona portuale, il tutto senza subire alcuna perdita.

## Antefatti
La dimensione navale ebbe un ruolo marginale nel corso dei numerosi conflitti che contrapposero l'India al Pakistan. Ancora allo stato embrionale, tanto la Marina militare dell'India quanto la sua rivale, la Marina pakistana, non avevano svolto alcun ruolo nella guerra indo-pakistana del 1947, mentre durante la guerra indo-pakistana del 1965 le operazioni navali delle due nazioni avevano rappresentato una parentesi marginale; gli indiani godevano di una netta superiorità numerica e qualitativa sui pakistani, ma ne avevano fatto un cattivo uso e durante il conflitto fu il Pakistan ad assumere l'iniziativa sui mari: il 7 settembre 1965 una squadra di superficie pakistana bombardò la cittadina indiana di Dwarka senza subire alcuna offesa, mentre la minaccia potenziale rappresentata dall'unico battello subacqueo in dotazione ai due belligeranti, il pakistano PNS Ghazi, aveva convinto la flotta indiana a rimanere prudentemente in porto.
Il breve interludio di pace prima di un nuovo conflitto indo-pakistano vide un forte riarmo da parte della Marina indiana. In virtù di un accordo siglato tra Nuova Delhi e l'Unione Sovietica, la Marina indiana ricevette un sostanzioso quantitativo di moderne unità navali da guerra di fabbricazione sovietica; impressionato dall'azione del 21 ottobre 1967, quando due motocannoniere missilistiche sovietiche classe Komar cedute all'Egitto avevano colato a picco il cacciatorpediniere israeliano INS Eilat facendo uso per la prima volta nella storia di missili antinave, l'ammiragliato indiano aveva ordinato all'Unione Sovietica otto motocannoniere missilistiche classe Osa (una versione migliorata delle Komar), entrate poi in servizio con la Marina di Nuova Delhi come classe Vidyut: equipaggiate ciascuna con quattro missili P-15, le Vidyut erano state consegnate agli indiani tra il gennaio e l'aprile 1971 per essere riunite in uno squadrone missilistico (25th Missile Boat Squadron) sotto il comandante Babru Bhan Yadav, subito sottoposto a un ciclo di intense esercitazioni nella baia di Vladivostok.
Nel frattempo, la situazione tra India e Pakistan prese nuovamente a degenerare a causa della situazione nel Pakistan orientale (l'odierno Bangladesh): la regione, a lungo trascurata e marginalizzata dal governo centrale di Islamabad, era da tempo percorsa da un crescente movimento indipendentista, e quando le forze armate pakistane intervennero con durezza la situazione degenerò, nel marzo 1971, in una vera e propria guerra di liberazione bengalese. Le forze indipendentiste bengalesi ricevettero immediatamente assistenza dall'India sotto forma di armi e campi d'addestramento oltreconfine, ma con il degenerare della rivolta in una guerra sanguinosa (20 000 morti in due soli mesi) e il conseguente esodo di 10 milioni di civili bengalesi nelle regioni orientali dell'India il governo di Nuova Delhi iniziò a preparare un intervento diretto nel conflitto. I preparativi bellici indiani non sfuggirono all'attenzione dei pakistani, e dopo settimane di scaramucce di confine di intensità progressivamente crescente il 3 dicembre 1971 il Pakistan lanciò un attacco preventivo alle basi indiane sancendo l'avvio di un nuovo conflitto tra le due nazioni.

## L'operazione
La Marina indiana aveva da tempo in progetto un attacco contro il porto pakistano di Karachi: oltre che sede del comando della Marina pakistana e principale base delle sue unità navali, il porto rappresentava il principale scalo commerciale della nazione; a causa delle pesanti difese allestite dai pakistani a protezione di Karachi, la missione fu affidata alle nuovissime motomissilistiche del 25th Missile Boat Squadron sotto il nome in codice di "operazione Trident".
Ricevuta conferma dell'apertura delle ostilità con il Pakistan, la mattina del 4 dicembre il comandante Yadav prese il mare con le motomissiliste INS Nipat (sua nave di bandiera), INS Nirghat e INS Veer, scortate dalle corvette anti-sommergibili INS Kiltan e INS Katchall (entrambe nuove unità classe Petya di fabbricazione sovietica) e dal rifornitore di squadra INS Poshak (incaricato di rifornire di carburante le Vidyut durante il viaggio di ritorno). La flottiglia indiana prese posizione a circa 460 chilometri a sud di Karachi, fuori dal raggio di azione dei velivoli dell'Aeronautica pakistana, e attese il buio per agire.
Lasciate le due corvette in retroguardia a coprirgli le spalle in caso di attacchi aerei nemici, al tramonto Yadav si spinse in avanti con le sue tre motomissilistiche; la tattica elaborata dal comandante indiano prevedeva di avvicinarsi all'obiettivo alla massima velocità e a radar spenti onde non farsi intercettare dai sistemi di guerra elettronica dei pakistani, per poi accendere i radar e lanciare i missili una volta arrivati al limite massimo della gittata dei P-15. Alle 22:30, giunte a 130 chilometri dalla costa pakistana, le unità indiane accesero i loro radar rilevando immediatamente due bersagli a circa 70 chilometri a nord-est e nord-ovest della loro posizione: dopo pochi istanti per tracciarli, le unità indiane aprirono quindi il fuoco.

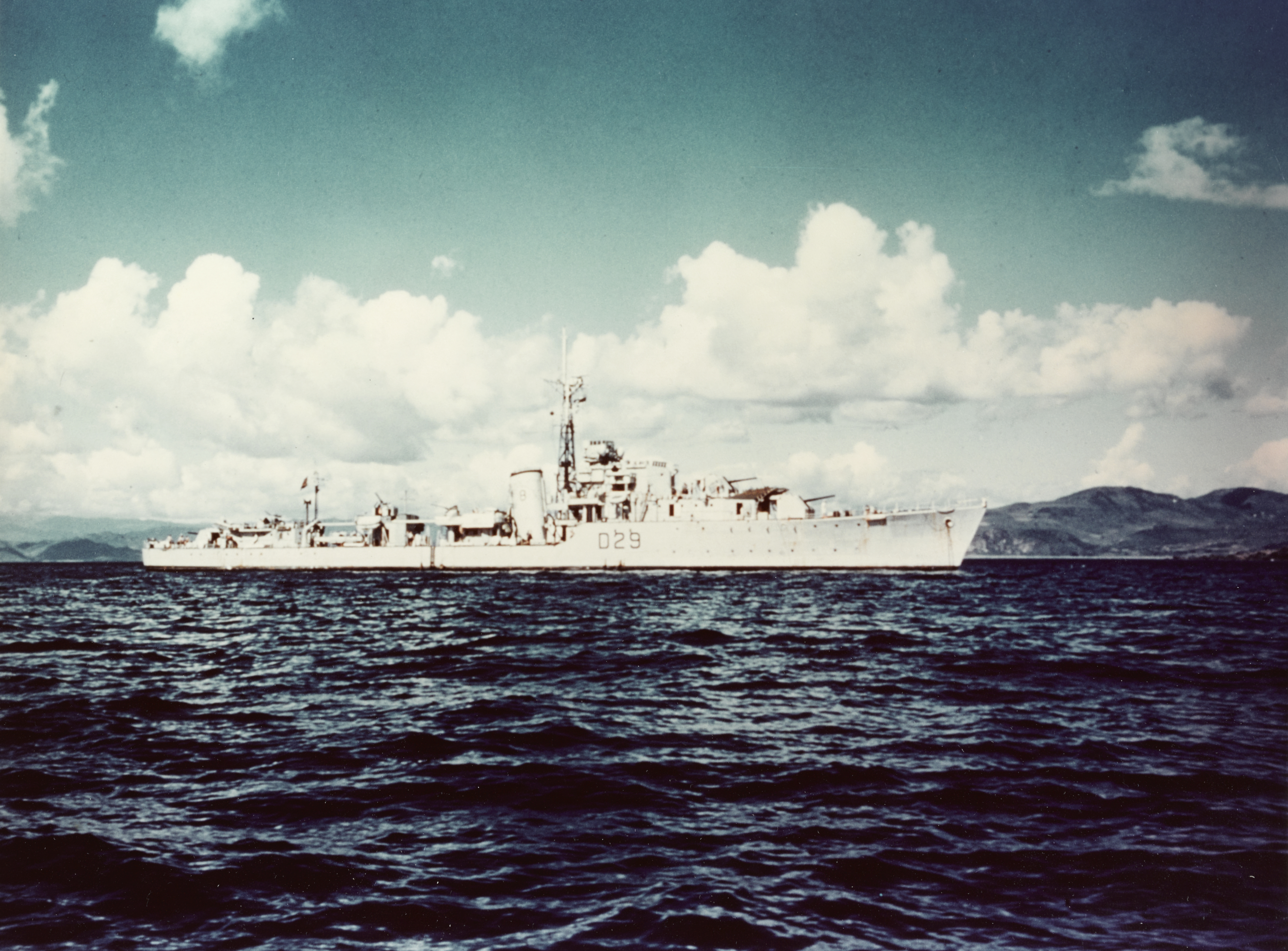
Il cacciatorpediniere pakistano PNS Shah Jahan, in questa foto ancora come HMS Charity della Royal Navy britannica

La INS Nirghat prese di mira il contatto rilevato a nord-ovest, lanciandogli contro due missili P-15; il contatto era il cacciatorpediniere pakistano PNS Khaibar, vecchia unità classe Battle di fabbricazione britannica, in pattugliamento al largo della costa: la nave scambiò i missili in arrivo per aviogetti indiani e aprì il fuoco con i suoi pezzi antiaerei, ma alle 22:45 fu centrata in pieno da un ordigno sul lato destro che causò gravi danni alle sovrastrutture e distrusse l'impianto elettrico. Il Khaibar, immobilizzato e in fiamme, lanciò un messaggio di allarme al comando pakistano segnalando un attacco aereo ai suoi danni, ma alle 22:49 fu raggiunto dal secondo missile della Nirghat: l'ordigno centrò la sala macchine del cacciatorpediniere causando una catastrofica esplosione, e la nave si inabissò rapidamente con la morte di 222 membri dell'equipaggio.
Nel mentre la INS Nipat si era diretta a ingaggiare il contatto rilevato a nord-est, rappresentato dal mercantile MV Venus Challenger diretto a Karachi con la scorta del cacciatorpediniere PNS Shah Jahan, unità classe C di provenienza britannica; l'unità indiana lanciò quindi alle 23:00 due missili P-15 contro i bersagli. La Venus Challenger, in arrivo da Saigon con un carico di munizioni, fu colpita in pieno ed esplose fragorosamente, affondando a circa 42 chilometri a sud di Karachi; già danneggiato a causa dell'esplosione del mercantile, lo Shah Jahan fu raggiunto poco dopo dal secondo missile indiano: pur riportando gravi danni, l'unità riuscì a rimanere a galla e a raggiungere il porto, anche se in seguito fu giudicata come non riparabile e fu quindi radiata dal servizio. Nel mentre, la INS Veer aveva ottenuto un altro contatto, contro cui fu subito lanciato un missile: il bersaglio era rappresentato dal dragamine pakistano PNS Muhafiz, una piccola unità classe Adjutant di fabbricazione statunitense, che alle 23:20 fu in pratica disintegrato dal missile indiano con la morte dei 33 membri dell'equipaggio.
Non contento di questi successi, Yadav portò la Nipat ancora più vicino a Karachi, e arrivato a 30 chilometri dallo scalo lanciò i restanti due missili ai danni dei serbatoi di carburante del porto: uno degli ordigni finì fuori bersaglio ma il secondo centrò in pieno i depositi causando danni considerevoli. Le unità indiane invertirono quindi la rotta e rientrarono alla base senza essere ulteriormente disturbate.

## Conseguenze
L'operazione Trident fu un completo successo per gli indiani: a fronte di nessuna perdita, le unità di Yadav avevano colato a picco un cacciatorpediniere, un mercantile e un dragamine, danneggiato in maniera irreparabile un secondo cacciatorpediniere e inflitto danni gravi alle strutture portuali di Karachi; a quattro anni dall'affondamento dello Eilat, i missili antinave si erano confermati come armi micidiali nei conflitti navali, impossibili da intercettare con le normali armi antiaeree e capaci di causare danni catastrofici una volta giunti sul bersaglio. L'operazione destò forte entusiasmo negli ambienti delle forze navali indiane, e il 4 dicembre di ogni anno fu da allora celebrato in India come giornata della Marina; varie onorificenze furono distribuite ai partecipanti al raid: il comandante Yadav ricevette la Maha Vir Chakra (seconda più alta onorificenza militare dell'India), i comandanti delle tre motomissilistiche ricevettero la Vir Chakra e il capitano Gulab Mohanlal Hiranandani, ideatore del piano, fu insignito della Nao Sena Medal.
A conferma dell'acquisita superiorità indiana nei combattimenti navali di superficie, un nuovo raid contro Karachi (operazione Python) fu portato a termine nella notte tra l'8 e il 9 dicembre 1971 con analogo grande successo.